# Futtermittel

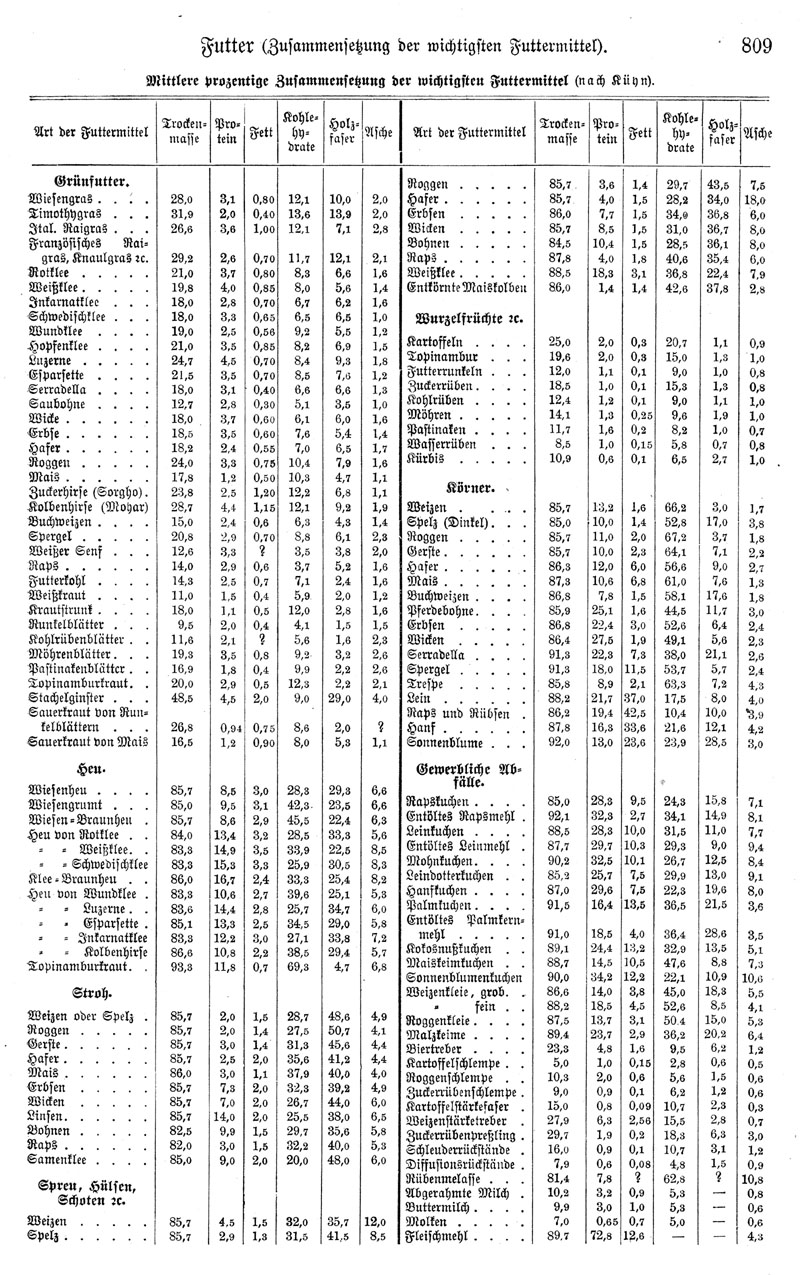
Historische Futtertabelle nach Kühn

Futtermittel, Futter, Tierfutter oder Tiernahrung bezeichnet alle Formen von Nahrung für alle von Menschen gehaltenen Tiere. Zu diesen gehören bspw. landwirtschaftliche Nutztiere, Zoo-, Sport- oder Heimtiere. Futtermittel sind heute spezifisch auf die jeweilige Tierart und den Verwendungszweck zugeschnitten und unterliegen in Deutschland staatlicher Kontrolle und Zulassungskriterien.
In der Regel wird unter dem Begriff Futtermittel die Nahrung für landwirtschaftliche Nutztiere verstanden. Hier ist die Zusammensetzung entscheidend für die Deckung des Nährstoffbedarfs durch die Tierernährung und damit für die Gesundheit und Leistung der Tiere. Nahrung für im Haus gehaltene Kleintiere wird auch als Heimtierfutter bezeichnet. Dieses soll ebenso wie das Nutztierfutter bedarfsgerecht und altersgemäß sein und den Tieren schmecken.
Der Spezialausdruck für das Futter für Kavallerie- und Gespannpferde bzw. -maultiere der Armee ist „Fourage“. Der Verwalter solchen Futters war der Fourier (Marine: Lagerverwalter).

## Rechtsrahmen

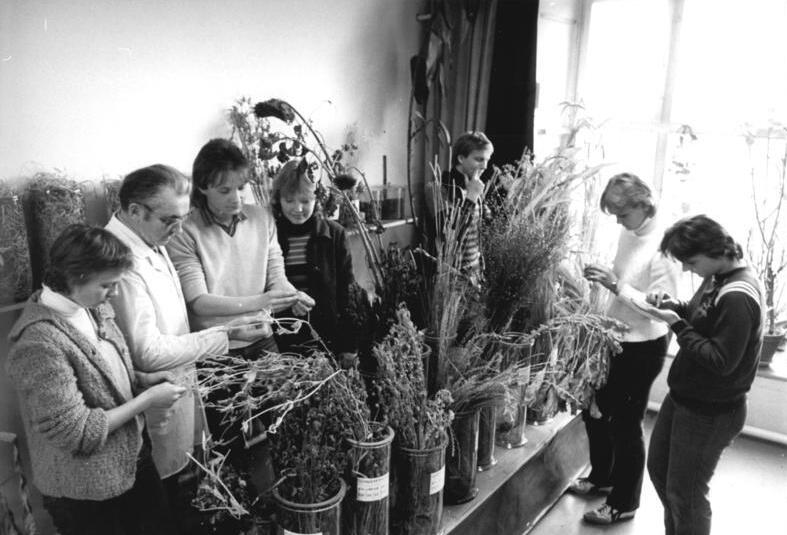
Bestimmung von Futtermittelpflanzen in einer Berufsschule (22. Dezember 1983)

Herstellung, Vermarktung, Lagerung, Beförderung und Verwendung von Futtermitteln sind im Gebiet der Europäischen Union strikt geregelt. Sie versteht unter dem Begriff Futtermittel alle Stoffe und Erzeugnisse, die zur oralen Verfütterung an Tiere bestimmt sind, also auch an nicht von Menschen gehaltene Wildtiere (z. B. Vogelfutter), hauptsächlich aber solche zur Ernährung von Nutztieren und hierbei insbesondere von Tieren, die der Lebensmittelgewinnung dienen. Die Vielfalt an Regelungen mit Auswirkungen auf die Futterwirtschaft ist für Laien kaum überschaubar. Ziel ist die Futtermittel- und auch Lebensmittelsicherheit.

### EU-Recht
Im Jahr 2000 legte die EU-Kommission infolge der BSE-Krise und nach Vorfällen in der Futtermittelwirtschaft, die zu großen Vertrauensverlusten bei den Verbrauchern und in der gesamten Lebensmittelkette zu finanziellen Schäden führten, das Weißbuch zur Lebensmittelsicherheit vor. Es fasste die Pläne zur Überarbeitung der europäischen Rechtsetzung für die Futtermittel- und Lebensmittelkette zusammen. Ihre Umsetzung in Verordnungen begann mit der Verordnung (EG) Nr. 178/2002 des Europäischen Parlaments und des Rates vom 28. Januar 2002
zur Festlegung der allgemeinen Grundsätze und Anforderungen des Lebensmittelrechts, zur Errichtung der Europäischen Behörde für Lebensmittelsicherheit und zur Festlegung von Verfahren zur Lebensmittelsicherheit, der sogenannten Lebensmittelbasisverordnung. Für Lebens- wie Futtermittel schrieb sie neben den Grundsätzen der Rückverfolgbarkeit, der Vorsorge, der Transparenz und zum Schutz der Lauterkeit auch ein neues Verantwortungsprinzip fest: Die Lebensmittel- und Futtermittelunternehmer sind verantwortlich für die Sicherheit ihrer Erzeugnisse. Die behördliche Verantwortung konzentriert sich auf die Kontrolle der Unternehmen und weniger darauf, wie sie das Ziel sicherer Lebens- und Futtermittel erreichen.
Auf Basis dieser Verordnung wurden zahlreiche EU-Verordnungen erlassen, die anders als die zuvor üblichen Richtlinien in den Mitgliedstaaten unmittelbar gelten, also keiner Umsetzung in nationales Recht mehr bedurften. Zahlreiche nationale Bestimmungen in ihrem Regelungsbereich waren somit aufzuheben oder überflüssig. Neben dem EU-Futtermittelrecht im engeren Sinn wirkt sich eine Vielzahl weiterer Bestimmungen teils erheblich auf die Futtermittelwirtschaft aus: Das Gentechnikrecht, die Veterinärrechtlichen Bestimmungen über tierische Nebenprodukte, das Recht der Fütterungsarzneimittel, Vorschriften zur amtlichen Probenahme und Analytik, zur Arbeitssicherheit und zum Umgang mit Gefahrgütern.

### Deutsches Recht
Das deutsche Futtermittelrecht geht in seinen Grundzügen auf das Ende des 19. Jahrhunderts zurück. Ein erstes geordnetes und umfassendes Futtermittelgesetz stammt aus dem Jahr 1926. Ein vollständig neues Futtermittelgesetz wurde 1976 erlassen. Im Jahr 2005 wurde das Lebensmittel- und Futtermittelgesetzbuch (LFGB) verabschiedet, das das Futtermittelgesetz aufhob und überwiegend der Umsetzung des EU-Futtermittelrechts dient. Auf diesem Gesetzbuch gründen weiterführende Verordnungen wie vor allem die Futtermittelverordnung. Beide bestimmen außerdem Zuständigkeiten, über das EU-Recht hinausgehende Details etwa zur Zulassung, Registrierung, Überwachung und Versicherung (§ 17a LFGB) bestimmter Futtermittelunternehmer und die Bestrafung von Verstößen gegen futtermittelrechtliche Normen.

## Bewertung von Futtermitteln

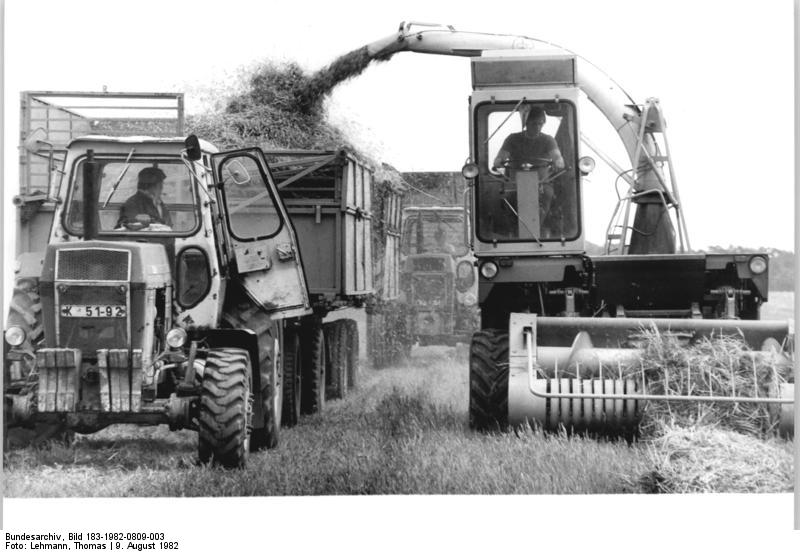
Futterernte von Genossenschaftsbauern in der DDR für die Tierproduktion (1982)

Futtermittel werden wissenschaftlich über ihre Bestandteile beurteilt, die nach Futtertyp und Ernte in sogenannten Futtertabellen geordnet werden. Sie zeigen den ernährungsphysiologischen Wert des Futtermittels an. Der Marktwert eines Futtermittels ist jedoch auch noch von anderen Faktoren abhängig. Als Futterplan bezeichnet man einen Plan, auf dem die Werte der Futtertabelle den verfügbaren Futtermitteln so zugeordnet werden, dass sich damit die Zufütterung mengenmäßig planen lässt. So kann man feststellen, wie viel Grünfutter, Kraftfutter oder andere Mittel einem Tierbestand (oder einem Tier) gegeben werden müssen, damit die verfügbaren Ressourcen optimal ausgenutzt werden.

### Nährstoffgehalt und Trockensubstanz
Da jedes Futtermittel einen schwankenden Anteil Wasser enthält, wird ähnlich wie im organischen Rohstoffbereich zunächst die Trockensubstanz ermittelt. Dies kann durch Ausdampfen von Proben knapp oberhalb des Siedepunktes, aber auch durch technisches Trocknen (Heu, Gras) geschehen. Die Trockensubstanz ist jener Masseanteil, der nach Abzug des Wassers verbleibt. Aus ihr wird dann durch weitere Analyseschritte der Anteil von Proteinen, Fett und Rohfaser (Zellulose) und anderen Bestandteilen ermittelt.
Die Trockensubstanz stellt in der Landwirtschaft eine wesentliche ökonomische Größe dar, da z. B. Grünfütter je nach Erntezeitpunkt einen höheren oder niedrigeren Wasseranteil enthalten kann. Nach regenreichen Tagen enthält Grünfutter nur zwischen 4 und 5 % Trockensubstanz, nach trockenen Tagen aber bereits bis zu 10 % im Massenanteil. Beim Abwiegen von nassem Grünfutter auf einer Fahrzeugwaage muss daher vom Landwirt der tatsächliche Futterwert um bis zu 50 % korrigiert werden, d. h., das mit angelieferte Wasser wird bis zu einem Vergleichswert abgezogen, der je nach Futtermittel angegeben wird. Je feuchter ein Futtermittel ist, desto geringer ist sein ernährungsphysiologischer Wert pro Masse-Einheit und desto geringer auch sein Handelswert. Auch trockene Futtermittel wie Heu, Stroh oder deren Pellets enthalten noch einen erheblichen und schwankenden Wasseranteil. Rohmilch enthält beispielsweise konstant 12–14 % Trockensubstanz und ist damit „trockener“ als frisches Grasfutter. Durch den Fettanteil enthält sie zudem eine höhere Energiedichte und ist deshalb auch ein teures Futtermittel. In einigen Fällen können die Kosten für Transport- und Lagerlogistik für Rohmilch (z. B. für die Kälberaufzucht) so hoch sein, dass sich der energetische Aufwand für die Herstellung von industriellem Milchpulver rechnet (Sprühtrocknung). Die Rückführung in Milchform erfolgt dann durch billigeres Wasser aus den Beständen des Landwirts.
Auch im Heimtierbereich werden Futtermittel zu Transportzwecken getrocknet. So wird Feuchtfutter (Dosenfutter für Hunde und Katzen) oft durch Übergießen von Trockenpresslingen mit gelatinösem Wasser direkt in der Dose hergestellt. Die Dose wird nach dem Übergießen geschlossen, worauf die Presslinge innerhalb von 36 Stunden zu ihrer endgültigen, verbraucherfähigen Form aufquellen. Durch diese Verpackungsform entsteht das bekannte Dosenfutter, das in Europa oft nur aus importierten Trockenpresslingen besteht. Es ist somit produktionsbedingt ernährungsphysiologisch weniger „dicht“ als direktes Trockenfutter, wird aber von manchen Tierarten bevorzugt angenommen. Hundetrockennahrung besteht zum Großteil aus Fleischmehl und Getreide. Trockenpellets für Hunde zur eigenen Nachwässerung durch den Verbraucher sind preisgünstiger anzubieten, weil der bis zu 86 % betragende Wasseranteil nicht vom Handel transportiert werden muss. Bei der Katzennahrung ist Trockenfutter generell effizienter, wird aber durch die Nahrungsbevorzugung dieser Tiere im Konsumentenverhalten ausgebremst. Katzen wollen einen Teil ihrer Nahrung feucht erhalten. Bei ausreichender Wasseraufnahme ist die ausschließliche Fütterung von Trockenfutter jedoch sowohl bei Hunden als auch bei Katzen unproblematisch. Nagetiere und Hasenartige hingegen nehmen nachträglich angefeuchtetes Futter in aller Regel nicht an.
Bei der Fütterung von Wiederkäuern und Pferden spielt der Anteil der Rohfaser in der Trockensubstanz eine wichtige Rolle, er darf nicht zu hoch oder zu niedrig sein. Sie nehmen auch grundsätzlich genug zusätzliches Wasser auf, können aber zu trockenes Futter verweigern. Bei der Mast von Schweinen, die in der Landwirtschaft als wasserintensivste Tiere gelten, wird stets genug Wasser ins Futter gemengt, so dass die Beschaffenheit des Ausgangsfutters weitgehend egal ist. Auch Nahrungsvorlieben sind bei Schweinen relativ unproblematisch.
Die Trockensubstanz eines Futtermittels ist demnach für Produzent, Handel und Verbraucher vor allem eine ökonomische Größe.

### Verfügbarkeit von Nährstoffen
Auch die Verfügbarkeit von Nährstoffen ist bei Futtermitteln wichtig. Verfügbar ist ein Nährstoff dann, wenn er überhaupt vom Organismus aufgenommen werden kann. So werden z. B. Aminosäuren je nach Zusammensetzung im Futtermittel unterschiedlich verfügbar. Aus der menschlichen Ernährung kennt man die Abhängigkeit der Verfügbarkeit von lipidlöslichen Vitaminen vom Vorhandensein von Fetten (z. B. beim Carotin). Ähnliches gilt in vielfältigen Kombinationen für Futtermittel. So können Wiederkäuer wie Rinder aufgrund ihres komplizierten Verdauungssystems Proteine nur in bestimmten Kombinationen optimal ausnutzen, weil die Magenflora aus Bakterien besteht, die bereits beim Mangel eines Proteins keine optimalen Leistungen mehr erbringen, selbst wenn ein anderer Baustein im Überfluss vorhanden ist. Eiweiße, die eigentlich gut aufgenommen werden könnten, können bei falscher Futtergabe oder zeitlich falscher Fütterung in nennenswerten Anteilen verloren gehen und finden sich in der Gülle wieder. Dies wird insbesondere bei der Zusammenstellung von industriellen Futtermitteln berücksichtigt, woraus sich die beworbenen Leistungszuwächse teilweise erklären. Die Bestandteile können auch auf Rassen und Zuchtformen verschnitten werden.
Im landwirtschaftlichen Betrieb kann die Verfügbarkeit für Wiederkäuer aber während der Grünfutterperiode (Sommermonate) oft nicht berücksichtigt werden. Gefüttert wird, was regional angeliefert werden kann, ergänzt durch Leistungsfutter. Schweine sind als Nahrungsgeneralisten oft die besten Futterverwerter, d. h., machen fast alle Nährstoffe verfügbar. Schafe hingegen gelten als Selbstsucher, d. h., sie sind zwar anspruchsvoll, richten sich aber in der Weidewirtschaft auf bestimmte Nahrungspflanzen aus und optimieren ihr Fressverhalten hinsichtlich ihrer Bedürfnisse eigenständig. Auch Ziegen sind von sich aus sehr effektiv was die Zusammensetzung selbst gesuchter Nahrung betrifft. Diese „Pfennigsucher der Landwirtschaft“ gelten deshalb entgegen ihren biologischen Bedürfnissen als unkompliziert in der Fütterung. Als problematisch hingegen gelten Hochleistungstiere für den Sport, wie z. B. Pferde, deren Futterplan von ihren Besitzern oft genau ausgerechnet wird, um die Nährstoffe optimal verfügbar und die Kosten niedrig zu halten.
Bei vielen Tieren spielt der zeitliche Ablauf der Fütterung eine Rolle. So kann insbesondere bei Wiederkäuern eine sofortige Umstellung auf proteinreiche Kost (Zweikeimblättrige, Klee, Luzerne) im Frühling zu wochenlangem Durchfall und somit massivem Nährstoffverlust führen, während eine schrittweise Umstellung von Trocken- auf Frischfutter über 3–4 Tage hinweg die Nährstoffe optimal ausnutzt. Bei falscher Umstellung kann die Nährstoffaufnahme bis auf die Erhaltungsleistung sinken, d. h., die Tiere fressen intensiv, leben aber eigenbedarfsdeckend und erbringen nur wenig wirtschaftlich verwertbare Leistungen. Die Nährstoffe werden erst dann wieder voll verfügbar, wenn sich die Magen- und Darmflora auf ihre Aufnahme eingestellt hat. Auch die Reihenfolge an einem Futtertag kann wichtig sein.

### Mineralstoffgehalt
Der Mineralstoffgehalt eines Futtermittels kann durch die Verbrennung von Futterproben ermittelt werden. Die zurückbleibende Roh-Asche enthält Salze der Alkali- und Erdalkalimetalle, woraus sich der Mineralstoffgehalt hochrechnen lässt.
Der Mineralstoffhaushalt von Tieren und Tierbeständen kann heute durch die Gabe von Futterzusatzstoffen sehr gut geregelt werden. So erhalten säugende Muttertiere oder Milchvieh oft zusätzliche Calciumgaben. Ein Bestand von Rindermastvieh kann oft viele Tonnen Knochensubstanz enthalten, die in Form von Mineralien aufgenommen werden müssen. Bleibt die ausreichende Zufuhr aus, treten auch bei sonst optimaler Ernährung Mangelerscheinungen und sinkende Gewichtszunahmen auf.

## Einteilung der Futtermittel nach Inhaltsstoffen

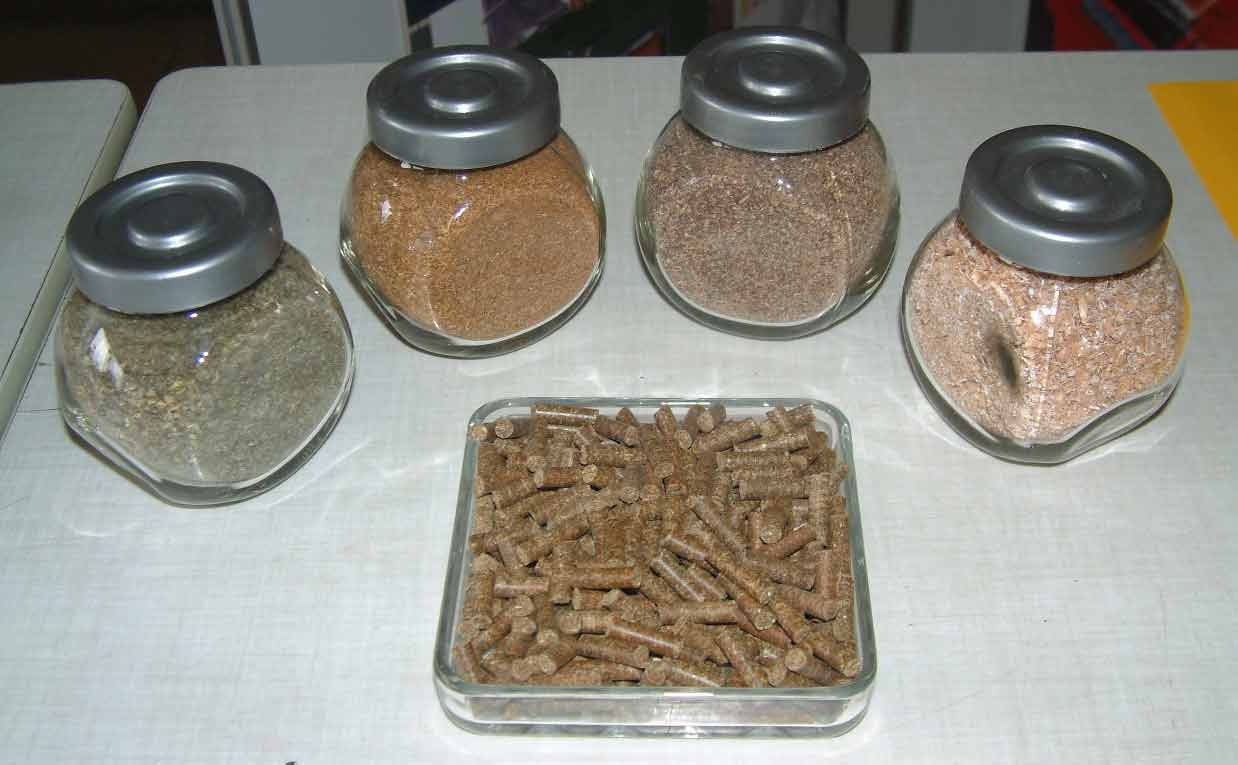
Rohstoffe für die Pellet-Produktion und fertige Pellets für Leistungspferde

In der Regel ist mit Futtermittel pflanzliche Nahrung gemeint, wie Gras, verschiedene Getreidearten oder Knollen wie Rüben, Mohrrüben und Kartoffeln. Eine grobe Unterteilung der Futtermittel ist folgende:

### Stärkereiche Futtermittel
Solche Futtermittel werden aus stärkereichen Körnern, Samen und Knollen hergestellt. Beispiele sind alle Getreidearten, Kartoffeln, Maniok, Hirse, aber auch Leguminosen. Diese Futtermittel liefern vor allem Energie aus Polysacchariden, Rohprotein ist nur in geringen Anteilen enthalten (Ausnahme: Leguminosen). Diese Futtermittel eignen sich prinzipiell für Wiederkäuer, Geflügel und Schweine.
Siehe auch: Weizen, Gerste, Hafer, Roggen, Roggen in der Nutztierfütterung, Mais, Erbsen, Bohnen, Maniok, Hirse, Kartoffel.

### Ölhaltige Futtermittel
Aus Pflanzen gewonnene Öle, wie z. B. Soja-, Raps- oder Sonnenblumenöl haben einen sehr hohen Energiegehalt und werden je nach Energiebedarf der zu versorgenden Tierart zu unterschiedlichen Anteilen im Futter verwendet. Für die Tierernährung werden die Futterfette anderen Futtermitteln untergemischt oder auf die Pellets gesprüht.
Der Preis von ölhaltigen Futtermitteln wird durch die Produktion von nachwachsenden Rohstoffen für den Mineralölhandel beeinflusst. Seit etwa 2008 steigt der Preis für Sonnenblumen- und Rapsöl an, da sich diese Rohstoffe für den Betrieb von Kraftfahrzeugen eignen, andererseits aber der Tierfütterung entzogen werden.
Siehe auch: Erdnuss, Kokos, Soja, Raps, Rapskuchen, Sonnenblume, Leinen, Baumwolle, Palmkernöl, Sesam.

### Eiweißreiche Futtermittel
Dies sind Futtermittel, die einen hohen Gehalt (35–65 %) an Eiweiß/Protein enthalten. Es handelt sich vorrangig um Nebenprodukte der Ölextraktion (Kuchen, Expeller) oder Alkoholerzeugung (Schlempe, Treber, Bierhefe).
Wenn den Samen industriell weite Teile des Öles entzogen werden, um z. B. daraus Biodiesel (= Raps-Methyl-Ester) zu machen, kann der Rest der Samen als Futtermittel sinnvoll verwertet werden. Je nachdem, welches Verfahren zum Entzug des Öles angewendet wurde, spricht man von Expeller, Extraktionsschroten oder Kuchen.
Siehe auch: Lupine, Sojaprotein

### Grünfuttermittel
Damit meint man Futtermittel, bei denen die gesamte Pflanze verfüttert wird: Gras und Mais aber auch Getreide und Leguminosen (Ernte vor dem Abreifen). Diese Futtermittel zeichnen sich durch einen hohen Anteil an Struktur-Kohlenhydraten aus. Insgesamt ist diese Gruppe bei Betrachtung der Inhaltsstoffe sehr heterogen. Gras besteht vor allem aus Struktur-Kohlenhydraten. Der Rohproteingehalt liegt im Bereich von 15 bis 25 Prozent. Mais hingegen hat einen großen Anteil Stärke (ca. 20–40 %), hingegen mit etwa 10 Prozent deutlich weniger Rohprotein. Daneben enthält Mais selbstverständlich auch Strukturkohlenhydrate (Stängel, Blätter etc.). Die anderen Getreidearten sind dem Mais ähnlich; die Leguminosen prinzipiell ebenfalls, haben aber deutlich mehr Rohprotein.
Die Grünfuttermittel können frisch verfüttert werden. Zur Konservierung müssen sie entweder stark getrocknet werden (Trockengrünfutter wie Heu) oder durch Silierung haltbar gemacht werden. Allgemein eignen sich solche Futtermittel vor allem für Wiederkäuer, Pferde und Wassergeflügel; der Einsatz bei Schweinen ist zu vernachlässigen.

### Andere Futtermittel
Neben den genannten gibt es noch eine sehr große Anzahl anderer Futtermittel, die zum einen in der Natur gewonnen werden (z. B. Fischmehl) oder die als Nachprodukte bei der industriellen Produktion anfallen. Dazu zählen beispielsweise Kleie (aus der Mühle), Schlempe (Alkoholherstellung), Treber (Bierherstellung), Trester (Wein- und Saftherstellung), Melasse und Rübenschnitzel aus der Zuckerindustrie u. a Speisereste. Der Einsatz dieser Futtermittel ist entsprechend der Gruppe heterogen, vor allem kommen aber Wiederkäuer in Frage. Tierische Futtermittel wurden wegen der potentiellen BSE-Gefahr für Tiere in der Nahrungsmittelproduktion verboten. Seit Juli 2009 sind jedoch wieder tierische Fette zur Verfütterung an Nichtwiederkäuer (also Schweine und Geflügel) zugelassen. Seit 2006 ist auch das Verfüttern von Speiseresten verboten.
In der Geflügelzucht wird meist Grit beigefüttert, der aus kleinen Steinen und Kalkbruchstücken besteht und sowohl die Verdauung fördert, als auch den Kalkbedarf deckt. 

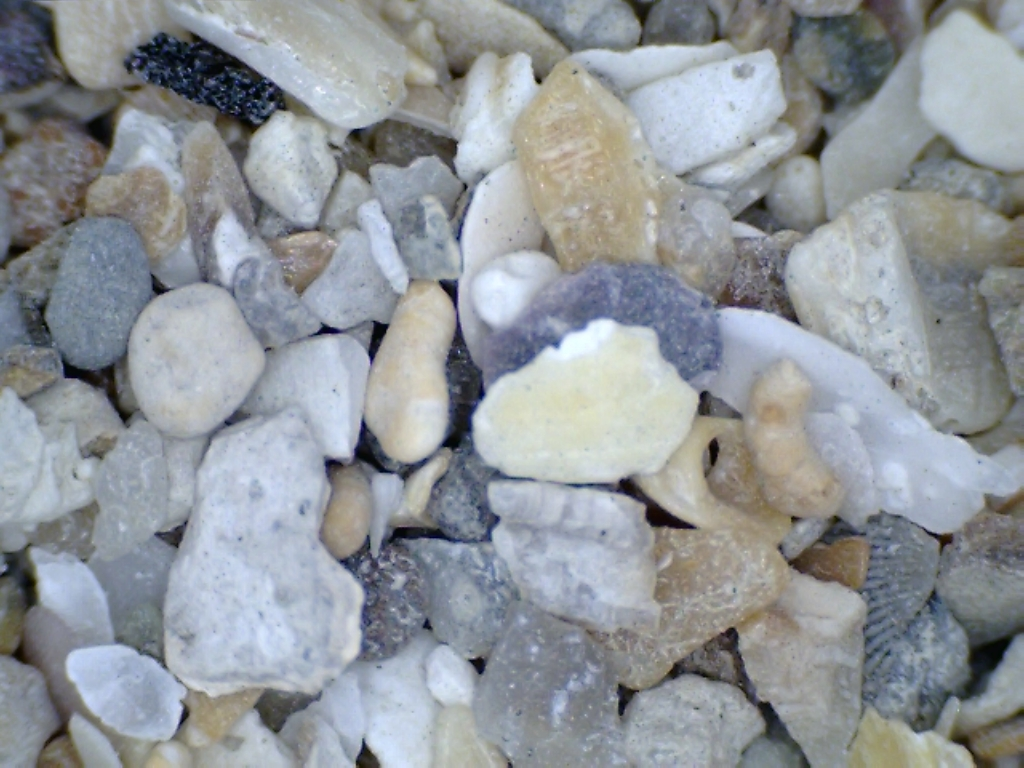
Grit für Vögel mit Steinen und Muschelbruchstücken stark vergrößert

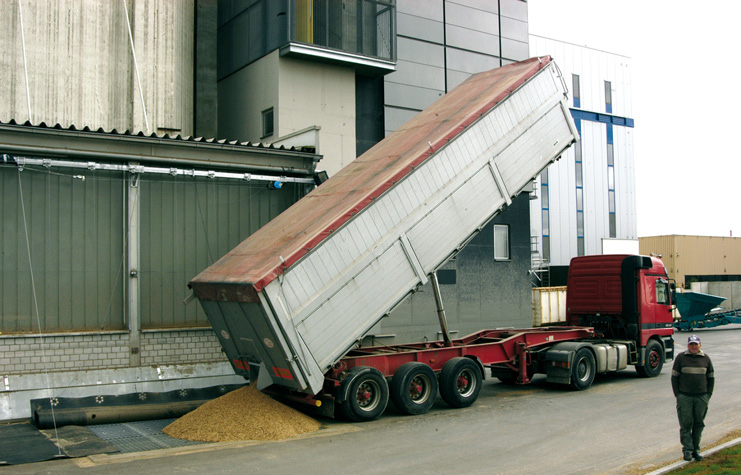
Rohwarenannahme an einem Mischfutterwerk

Siehe auch: Extraktionsschrot, Expeller, Gluten (Kleber), Keimöl, Nachmehl sowie Blutsilage, einem Verarbeitungsprodukt von Schlacht- und Abdeckereiabfällen und Getreideprodukten für die Schweinemast.

### Einzelfuttermittel
Zu den Einzelfuttermitteln gehören hauptsächlich die verschiedenen Getreidearten wie z. B. Weizen und Gerste und Ölkuchen und Schrote z. B. aus Soja und Raps. Auch Nebenprodukte aus der Ernährungswirtschaft (z. B. aus Mehlmühlen, Molkereien, Brauereien, Ölmühlen, Zuckerfabriken) stellen Einzelfuttermittel dar, die mit anderen Futtermitteln zusammen als Mischfutter eingesetzt werden können.

### Mischfutter
Mischfutter erhält man durch das Mischen von zwei oder mehr Einzelfuttermitteln. Dadurch erhält man ein Produkt, das durch seine Rezeptur optimal auf den Bedarf der Tiere, für die es entwickelt wurde, abgestimmt ist.
Ein Mischfutter kann entweder als Alleinfutter eingesetzt werden oder es kann in Verbindung mit anderen Futtermitteln den Nährstoffbedarf ergänzen (Ergänzungsfuttermittel, Vormischung).

### Alleinfutter
Alleinfutter sind Futtermittel, welche die Tiere abhängig von ihrer Art, ihrem Alter und der Nutzungsrichtung mit allen notwendigen Nährstoffen versorgen und zu denen daher lediglich noch Wasser angeboten werden muss. Alleinfuttermittel werden vor allem im Bereich der Geflügelhaltung (Legehennen; Masthähnchen; Puten) und in der Schweinehaltung eingesetzt. Bekannt sind auch Alleinfuttermittel für Haustiere wie Hunde und Katzen. Merkmal ist die genaue Abstimmung aller verwendeten Zutaten und der Bearbeitungsprozesse auf das Tier und somit eine exakte Einhaltung des Nährstoff-, Spurenelemente-, Vitamin- und Mineralstoffbedarfes sowie einer geeigneten Konsistenz. Das bedeutet Zeitersparnis für den Tierhalter.

### Ergänzungsfutter
Demgegenüber ist Ergänzungsfutter ein Futtermittel, das ein oder mehrere Einzelfuttermittel ergänzt, um eine ausreichende Versorgung zu bieten. Es ergänzt beispielsweise den Weidegang der Rinder, die Grasfütterung bei ganzjähriger Stallhaltung, hofeigenes Getreide oder auch Rüben. Auch vom Tierhalter zugekaufte Einzelfuttermittel wie Sojaschrot oder Rübenpressschnitzel müssen durch Ergänzungsfuttermittel aufgewertet werden, um eine ausgewogene Nährstoffversorgung der Nutztiere zu gewährleisten.

### Spezialfutter
Spezialfutter dienen der Erfüllung von spezifischen „Aufgaben“, die die Tierernährung stellt. Dazu gehören z. B.:
- Bio-Futter: eingesetzt im Bereich des ökologischen Landbaus/Wirtschaften in geschlossenen Kreisläufen
- Diätfutter: Mischfuttermittel, die dazu bestimmt sind, den besonderen Ernährungsbedarf von Tieren zu decken, bei denen insbesondere Verdauungs-, Resorptions- oder Stoffwechselstörungen vorliegen oder zu erwarten sind oder um die Heilung nach Erkrankungen zu unterstützen.
- Eiweißkonzentrate: spezielle Form von Ergänzungsfuttern, die einen besonders hohen Gehalt an Rohprotein sowie Mineral- und Wirkstoffen haben
- RAM-Futter (rohprotein- und phosphorarmes Mastfutter): ernährungsphysiologisch angepasste Fütterung zum Nutzen der Umwelt

### Zusatzstoffe

#### Vitamine
Vitamine sind lebenswichtige organische Verbindungen, welche spezielle Aufgaben im Stoffwechsel des Organismus übernehmen. Die Einteilung der Vitamine erfolgt in zwei Gruppen:
- fettlöslich: A, D, E, K (diese Vitamine kann man überdosieren) und
- wasserlöslich: der gesamte B-Komplex, C.

#### Aminosäuren
Pflanzliche und tierische Proteine sind aus 21 proteinogenen Aminosäuren aufgebaut. Die essentiellen Aminosäuren sind solche, die der tierische Organismus nicht selbst biosynthetisch herstellen kann. Die Zufuhr der für die jeweilige Tierart und -rasse essentiellen Aminosäuren mit der Nahrung ist unverzichtbar. Viele Getreidesorten weisen einen zu geringen Gehalt einer essentiellen Aminosäure auf. Durch diesen Mangel an nur einer Aminosäure sinkt die Verwertbarkeit aller aufgenommenen Aminosäuren auf den durch die in zu geringer Menge enthaltene essentielle Aminosäure („limitierende Aminosäure“) bestimmten Wert. Man steigert den Nährwert des Getreides dann durch den gezielten Zusatz geringer Mengen jener essentieller Aminosäuren, die darin defizitär sind. In Mengen von über 100 000 t pro Jahr werden die Aminosäuren DL-Methionin (und das analoge DL-Hydroxymethionin mit einer α-Hydroxy- statt einer α-Aminogruppe im Methionin) und L-Lysin als Futtermittelzusatz in der chemischen Industrie hergestellt und an die Mischfutter-Industrie geliefert. Der Zusatz von L-Threonin und L-Tryptophan zu Mischfuttern spielt eine vergleichsweise untergeordnete aber wachsende Rolle.
Zudem ist Mononatriumglutamat ein zugelassener Zusatzstoff.

#### Mineralfutter
Mineralfutter stellen eine besondere Form der Ergänzungsfutter dar. Sie setzen sich vor allem aus anorganischen Bestandteilen zusammen und sind zur Ergänzung der Ration mit Mengen- und Spurenelementen und Vitaminen geeignet. Man unterscheidet zwischen Mengenelementen wie Calcium, Phosphor, Kalium, Natrium, Magnesium, Chlor und Schwefel und Spurenelementen, die in geringsten Mengen wirken. Hierzu gehören Eisen, Kupfer, Jod, Mangan, Molybdän, Selen und Zink.

#### Spurenelemente

##### Eisen
Die größte Bedeutung besitzt das Eisen als Bestandteil des Hämoglobins. Es ist somit für den Sauerstofftransport im Organismus von ausschlaggebender Bedeutung. Ein hoher Anteil des Eisens ist auch im Myoglobin, einer Eiweißfraktion des Muskels, gebunden. Im Stoffwechsel liegt das Eisen in organisch gebundener Form (als Chelat) vor. Diese Transportformen des Eisens im Körper sind das Transferrin im Blut, das nach der Resorption gebildet wird, das Uteroferrin in der Plazenta und das Laktoferrin in der Milch. Übersteigt ein hohes Eisenangebot die Chelatbindungskapazität, d. h. die Bildung der organischen Transportform, dann schädigt anorganisches Eisen auf zellulärer Ebene zahlreiche Organe und wirkt somit sogar toxisch.
Während der Trächtigkeit und der Laktation erhöht sich der Eisenbedarf der Sau massiv. Die notwendige Resorption im Darm wird dann vom Stoffwechsel reguliert: Ist in den Darmzellen genügend Eisen vorhanden, wird eine weitere Resorption blockiert. Verringert sich die Eisenreserve jedoch im Organismus, wird den Darmzellen signalisiert, höhere Eisenmengen zu absorbieren. Weltweite Untersuchungen zeigen, dass das Eisenreservoir nach durchschnittlich 2,5 Trächtigkeiten erschöpft ist und durch die übliche anorganische Eisengabe im Futter nicht aufrechterhalten wird. Sauen schaffen es dann nicht ihren Eisenstatus aufrechtzuerhalten und es werden Ferkel mit verringerter Vitalität geboren.
Eisen in organisch proteingebundener Form wird in höherem Umfang resorbiert als anorganisches, da es bereits in seiner Transportform als Chelat angeboten wird und nicht mit anderen Futterbestandteilen reagiert. Die Resorption von anorganischem Eisen dagegen wird durch Überangebote von Kupfer, Molybdän, Calcium, Phosphor, Zink, Mangan und Phytat reduziert, dadurch kommt es oft zu Eisenmangelerscheinungen, obwohl im Futter und im Trinkwasser rechnerisch ausreichend Eisen enthalten ist. Eisenmangel führt zur Anämie (Blutarmut), mangelnder Vitalität, Infektionsanfälligkeit und Verstopfung. Ein Überschuss an anorganischem Eisen reduziert andererseits die Resorption anderer lebenswichtiger Elemente, insbesondere Zink.
Es gilt, über hochverfügbare Quellen den Eisenstatus der Sau aufrechtzuerhalten. Organisch gebundenes Eisen im Sauenfutter erhöht auch die Eisenreserve der neugeborenen Ferkel, da mehr Uteroferrin gebildet wird. Damit verbessern sich die Sauerstoffreserven und die Zahl der tot geborenen Ferkel wird reduziert.

##### Kupfer
Das Spurenelement Kupfer ist Bestandteil zahlreicher wichtiger Enzyme. Kupfer ist notwendig für das blutbildende System. Kupfer ist zur Bildung von Hämoglobin und somit für die Bildung von roten Blutkörperchen erforderlich. Kupfer hat auch eine große Bedeutung als Bestandteil der Superoxiddismutase, welche die Zellwände vor Schäden durch freie Radikale schützt.
Nach der Resorption im Darm wird Kupfer, gebunden an Proteine, zur Leber transportiert. Dort wird das Coeruloplasmin, ein Cu-Transportprotein, gebildet. Das Coeruloplasmin fördert die Oxidation von zweiwertigen zu dreiwertigen Eisenionen, die für den Einbau des Eisens in das Transferrin erforderlich sind. Somit besitzt das Kupfer eine wichtige Funktion für den Eisentransport.
Kupfer trägt zum Elektronentransport bei und ist auch für die Energiegewinnung bedeutungsvoll. Kupfer ist an der Bildung von Kollagen und Elastin des Bindegewebes beteiligt. Bedeutungsvoll für das Nervensystem ist Kupfer bei der Synthese von Epinephrin und Noropinephrin. Als notwendiger Bestandteil des Gelbkörper-Releasing-Hormons hat es Einfluss auf die Fortpflanzungsleistungen. Kupfer wird für die Bildung von Melanin, d. h. für die Pigmentierung der Haut, benötigt. Kupfer stärkt das Immunsystem und wirkt entzündungshemmend.
Die Verwertung des Kupfers wird durch Calcium, Eisen, Zink, Schwefel und Molybdän reduziert. Proteingebundenes Kupfer wird besser resorbiert als anorganisches. Hohe anorganische Kupfergaben haben eine bakterizide und fungizide Wirkung. Jedoch steigt bei hohen Kupfergaben die Cu-Konzentration in Organen und Geweben. Dies führt manchmal zu Schädigungen der Leber. Bei einer Verabreichung von 250 ppm Kupfer als Kupfersulfat während eines Mastversuchs war der Cu-Gehalt der Leber gegenüber der Kontrollgruppe um das 15fache erhöht, während die gleiche Menge als organisches Kupfer die Kupferkonzentration der Leber nur um das 6fache erhöhte.
Durch die komplexe Wirkungsweise des Kupfers ist die Erklärung der leistungsfördernden Effekte problematisch, zumal mit geringeren Gaben an proteingebundenem Kupfer die gleichen Effekte wie mit höheren Gaben an Kupfersulfat erreicht werden. Heute werden andere Strategien zur Aufrechterhaltung der Darmgesundheit verfolgt. Hohe Kupfersulfatgaben dienen meist nur noch dem optischen Effekt der schwarzen Kotfärbung, die in keinem Zusammenhang mit der Tierleistung steht.

##### Zink
Zink ist nach dem Eisen das häufigste Spurenelement im Organismus. Zink ist an unzähligen Körperfunktionen beteiligt. Zink ist bedeutungsvoll für das Wachstum und die Reifung, ebenso wie für die Synthese der Erbsubstanzen DNA und RNA sowie für den Aufbau von Proteinen und für die Insulinspeicherung.
Zink ist am Stoffwechsel der Neurotransmitter („Nervenschaltstellen“) beteiligt und beeinflusst die Sinnesorgane. Für die Bildung und Wirkung von Wachstums-, Schilddrüsen- und Sexualhormonen ist Zink ebenfalls erforderlich. Zink spielt im Stoffwechsel von Vitamin A (Retinol) eine große Rolle, da es für die Synthese des retinolbindenden Proteins in der Leber benötigt wird. Zink ist für die Funktion der Thymusdrüse, die mit das wichtigste Organ im körpereigenen Abwehrsystem ist, bedeutungsvoll. Zink hat einen positiven Einfluss auf das Ektoderm (Haut, Haar, Huf, Darm). Zinkmangel führt zu trockener und schuppiger Haut und ist mit einem ungesunden Aussehen verbunden, in schweren Fällen kommt es zur Parakeratose mit borkiger Haut.
Zinkmangel führt zur Verringerung der Futteraufnahme, schwächt die Immunabwehr und erhöht die Anfälligkeit für Infektionen. Eine geringe Zinkversorgung tragender Sauen führt zu einer Verlängerung der Geburtszeit und ist mit einer höheren Anzahl von Totgeburten verbunden. Die Zinkversorgung der Sau beeinflusst massiv den Zinkgehalt der Sauenmilch. Zinkmangel führt demnach zu geringerem Ferkelwachstum.
Die Zinkresorption im Darm hängt von der Höhe der Zinkgabe ab. Hohe Zinkmengen sind mit verminderter Resorption verbunden. Proteingebundenes Zink wird besser resorbiert als anorganische Zinkpräparate (Zinkoxid, -sulfat). Die Zinkresorption anorganischer Verbindungen wird negativ durch Calcium, Eisen, Kupfer, Phosphor, Schwefel und Phytat beeinflusst.
Zink besitzt als Schwermetall ein toxisches Potential für Tiere und Pflanzen, die Toxizitätsgrenze hängt von der Art der verabreichten Zinkverbindung ab. Hohe Zinkgaben haben eine bakterizide Wirkung, sie reduzieren die Keimflora im Darm. Zinkgaben von 2000 bis 6000 mg/kg Futter haben einen leistungsfördernden Effekt. Sie wurden vorrangig bei Absetzferkeln eingesetzt. Die hohen Zinkgaben stören jedoch den Kupferstoffwechsel und die Verwertung des Eisens. Sie können zur Anämie führen. Es kann also durch hohe anorganische Zinkgehalte im Futter zu Eisenmangel kommen.
Proteingebundenes Zink ermöglicht eine exakte Versorgung nach den Bedarfsnormen und umgeht das Risiko eines Überangebotes. Der leistungsfördernde Effekt von Zinkoxid wird heute durch andere Strategien zu Aufrechterhaltung der Darmgesundheit ersetzt.

##### Mangan
Das Spurenelement Mangan ist im Körper vor allem am Aufbau der Bindegewebe über die Synthese von Proteoglykanen in Knorpel- und Knochengeweben beteiligt. Mangan trägt wesentlich zur Synthese von Proteinen und Fetten bei. Mangan wird für die Insulinsynthese und -sekretion sowie für die Bildung von Harnstoff benötigt. Auch für den Aufbau von Melanin (Pigmente) und Dopamin (Neurotransmitter, Gehirnfunktion) ist Mangan erforderlich. Mangan aktiviert eine Reihe von Enzymen, die u. a. als Antioxidans (Superoxiddismutase) wirken. Die Verwertung von Vitamin B1 und die Glukoneogenese (Neubildung von Glukose) beansprucht Mangan.
Die Manganresorption im Darm wird durch die Höhe des Angebotes im Futter reguliert. Hohe Gehalte an Calcium, Eisen, Magnesium, Phosphor und Phytat hemmen die Manganresorption aus anorganischen Verbindungen. Organisch gebundenes Mangan (Chelate) wird dagegen besser resorbiert als anorganisches, da es in der Form angeboten wird in der es im Körper transportiert wird.
Fruchtbarkeitsstörungen im Bestand sind eines der ersten Symptome bei Manganmangel, denn Mangan spielt eine Rolle bei der Einnistung der befruchteten Eizellen und der Manganstatus der Sau beeinflusst auch die Manganreserven des neugeborenen Ferkels. Bei ungenügendem Versorgungsniveau ist bereits das Geburtsgewicht reduziert. Bei Ferkeln, die unter Manganmangel leiden, werden Lahmheit und Skelettabnormitäten beobachtet.
Bedingt durch einen meist ausreichenden Mangangehalt der Futtermittelkomponenten (Getreide, Nebenerzeugnisse, Soja) und einer üblichen Manganergänzung des Futters werden Mangelerscheinungen nur selten beobachtet. Meist stehen diese ursächlich, wie bereits erwähnt, mit einem Überangebot an anorganischem Eisen oder Zink im Zusammenhang. Der Einsatz von proteingebundenem Mangan ermögliche diese Wechselwirkungen zu umgehen und das Tier entsprechend den veröffentlichten Empfehlungen zu versorgen.

##### Organisch gebundene Spurenelemente
Viele Mineralstoffe und Spurenelemente erscheinen in der Natur nicht als Salze, sondern in organisch gebundener Form als Proteinate oder Chelate. Diese können Stoffwechselwege von Peptiden oder Aminosäuren nutzen und im Dünndarm anders aufgenommen werden als normale Mineralstoffe. Dadurch wird der Wettbewerb zwischen den Elementen um gleiche Resorptionsmechanismen reduziert. Nicht nur, dass ihre Bioverfügbarkeit dadurch höher ist, sie werden auch schneller zu ihrem Bestimmungsort im Körper transportiert als anorganische Elemente. Heute werden organisch gebundene Spurenelemente speziell für die Tierernährung hergestellt und zunehmend im Schweinefutter, insbesondere für Sauen angeboten. Diese organisch gebundenen Spurenelemente werden durch die Reaktion der Elemente mit hydrolysiertem Sojaprotein erzeugt. Das Ergebnis ist dann jeweils eine Bindung des Spurenelements Kupfer Eisen, Zink oder Mangan an Aminosäuren und kleine Peptide.
Proteingebundene Spurenelemente sind stabil und sind biochemisch geschützt vor ungünstigen Reaktionen mit anderen Nahrungsbestandteilen, die ihre Resorptionsrate behindern können. Es ist auch bekannt, dass sie spezifisch für einzelne Organe, Gewebe und Körperfunktionen bereitgestellt werden können. Sie können dem Stoffwechsel Vorteile bieten, die in besseren Leistungen resultieren und mit geringeren Ausscheidungen von Mineralstoffen in die Umwelt verbunden sind.
Es gibt zwei wesentliche Vorteile der proteingebundenen Spurenelemente:
- Erhöhung der Bioverfügbarkeit (bis zu 1½ bis 2 × gegenüber anorganischen Quellen)
- Die Fähigkeit, für bestimmte Funktionen, Organe und Gewebe bereitgestellt zu werden

##### Bioverfügbarkeit
So wie die Peptide und die Aminosäuren gut resorbiert werden, sind es auch die Spurenelemente, die an sie gebunden sind (Proteinate und Chelate). In diesem Fall ist die Bioverfügbarkeit der Spurenelemente erhöht. Unter bestimmten Bedingungen kann die Bioverfügbarkeit verdoppelt werden. Weiterhin ist zu bemerken, dass die Interaktion des Spurenelements mit anderen Futterbestandteilen wie Calcium oder Magnesium vermieden wird.

##### Zielfunktionen
Der Haupteffekt der Spurenelement-Proteinate ist die Fähigkeit, gezielt auf spezifische Organe, Gewebe und Funktionen einzuwirken. Das wurde mehrmals gut dargestellt, durch die Fähigkeit eines Zink-Proteinats, speziell auf die keratinhaltigen Gewebe einzuwirken. Organisch gebundenes Zink kann folglich für die Therapie zur Hufverbesserung, zur Hautkonditionierung, zur Verbesserung der Haarqualität und zur Reduzierung der Mastitis eingesetzt werden.
Bei Eisen-Proteinaten wurde oft belegt, dass mehr Uteroferrin, die Transportform des Eisens, in der Gebärmutter gebildet wird.

## Einteilung der Futtermittel nach (äußeren) Eigenschaften
Die Unterteilung nach äußeren Eigenschaften ist sinnvoll für die betriebliche Praxis der Lagerung und Fütterung.

### Grünfutter
Der Begriff Grünfutter wird häufig als Synonym für frisch geerntetes Grundfutter verwendet. Meist handelt es sich hierbei um frisches Gras, das bei der Sommerstallfütterung von Milchkühen täglich frisch geschnitten vorgelegt wird (siehe auch: Milchproduktion).

### Melassefutter
Melassefuttermittel sind unter Verwendung von Melasse hergestellt und haben einen relativ hohen Zuckeranteil. Die Melasse wird auch als Presshilfsmittel bei der Herstellung von Futtermittelpellets eingesetzt. Melasse wird in Futtermitteln für fast alle Tierarten eingesetzt.

### Raufutter
Als Raufutter (siehe auch Raufutterfresser und Raufutter verzehrende Großvieheinheit) bezeichnet man Futtermittel mit einem relativ hohen Gehalt an strukturierter Rohfaser, wie Getreidespreu. Je nach Futtermittel und Art der Futterbergung ist ein unterschiedlich hoher Anteil der Rohfaser strukturwirksam. Dieser Anteil strukturwirksame Rohfaser (umgangssprachlich Strukturanteil) ist in Wiederkäuerrationen notwendig, um den Ruktus anzuregen, durch den das Futter aus dem Pansen wieder ins Maul gelangt und dort wiedergekaut wird. Durch den beim Wiederkauen gebildeten Speichel wird der pH-Wert im Pansen gepuffert. Rohfaserreiches Futter begünstigt die Essigsäureproduktion und damit die Milchfettbildung. Für andere Tierarten wie Schweine dient es auch zur Sättigung, ohne zu viel Energie bereitzustellen. Daneben kann es auch (besonders Stroh) eine Funktion als Beschäftigungsmaterial übernehmen, was für Pferde oder niedertragende Sauen wichtig ist.

### Grobfutter
Grobfutter sind nicht oder nur wenig zerkleinerte und gepresste Pflanzen, die frisch, siliert oder getrocknet verfüttert werden können, wie Rüben, Maiskolben, die gesamte Maispflanze bzw. Stroh und Maisstroh. Grobfutter zeichnen sich durch eine hohe Strukturwirksamkeit aus. Bei Grobfutter-Zukauf (frisch) sind Silierverluste durch anaerobe Gärung in Ansatz zu bringen (bei Gras 15 %, bei Mais 10 % jeweils auf die Trockenmasse bezogen).

### Saftfutter
Teile von Pflanzen bzw. Verarbeitungsprodukte mit einem Trockensubstanz-Gehalt unter 55 %: Rüben, Wurzeln, Knollen, Maisnebenprodukte, Biertreber, Pressschnitzel, Zitrus- und Apfeltrester, Schlempen, Lieschkolbenschrot, Molke, Magermilch, Vollmilch u. a. Saftfutter liegen im Strukturwert zwischen Kraft- und Grobfutter. Bei der Mengenerfassung müssen die Verluste bei Silierung von Pressschnitzel, Pülpe und Biertreber berücksichtigt werden und zwar entweder auf Trockenmassebasis (generell 10 %) oder auf Frischsubstanzbasis (Sickersaft- und Trockenmasseverluste) bei Biertreber 20 %, bei Pülpe 15 % und bei Pressschnitzel 10 %.

### Kraftfutter
Als Kraftfutter wird in der Fütterungspraxis energiereiches, aber rohfaserarmes Futter aus Getreide oder industriell hergestelltes Mischfutter bezeichnet. Einzelkomponenten (Energie- und Proteinträger) sind alle einmischbaren Komponenten mit einem Trockensubstanz-Gehalt größer als 55 % und einem Energiegehalt größer als 7 MJ NEL/kg Trockenmasse. Folglich zählen auch Feuchtgetreide, Sodagrain, CCM, Melasse und Trockengrün (Luzerne) dazu. In der Fütterungspraxis wird Mineralfutter nicht zu dieser Gruppe gezählt, sondern separat genannt. Kraftfutter hat praktisch keinen Strukturwert, ist also als Alleinfutter meist ungeeignet.

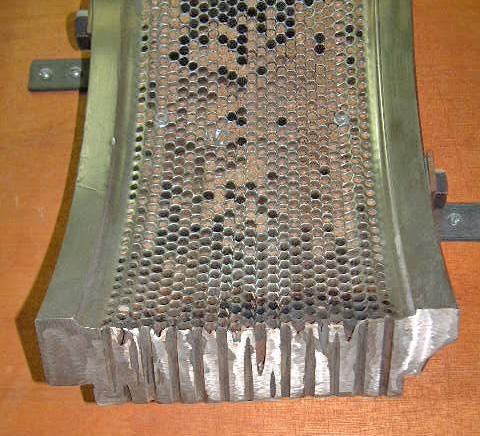
Presskanäle einer Ringmatrize

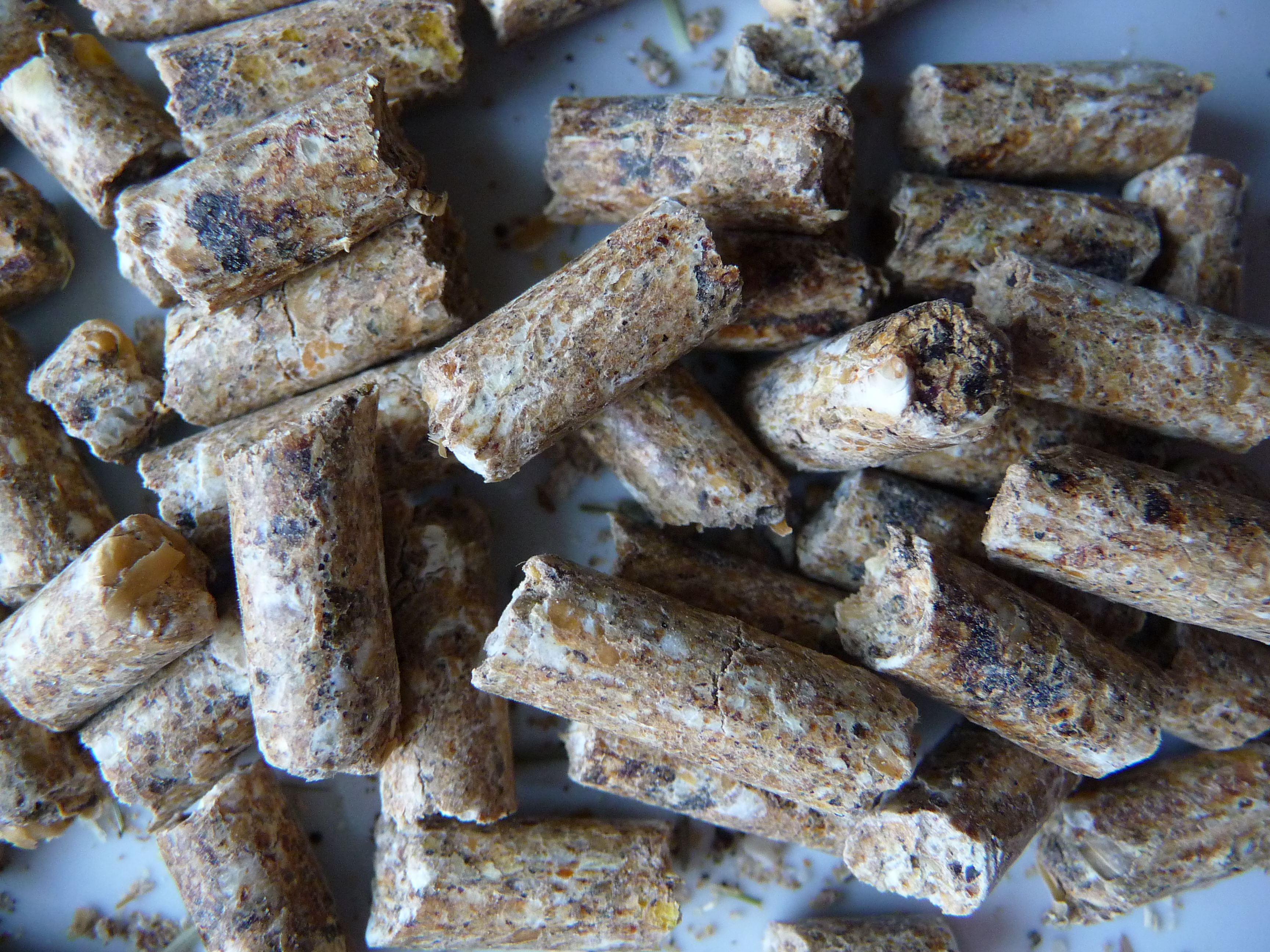
Futterpellets für Schafe und Ziegen

Mischfutter wird meist lose in Pellets angeliefert. Pellets werden in so genannten Pelletieranlagen (Pelletpressen) mit großem Druck hergestellt. Dabei wird das Material mit großem Druck durch eine Stahlmatrize gepresst. Beim Austritt aus der Matrize werden die Stränge durch ein Abstreifmesser auf die gewünschte Länge abgeschnitten. Der Durchmesser der Pellets wird durch den Durchmesser der Presskanäle vorgegeben. Durch einen Matrizenwechsel kann die Stärke der Pellets verändert werden. Durch die Kompaktierung verringert sich das Volumen des Produktes um etwa zwei Drittel.
Eine Vorbehandlung (Konditionierung) der Rohstoffe mit Wärme und Dampf (jedoch unter Vermeidung von Kondensat) bietet folgende Vorteile:
1. der spezifische Energiebedarf wird gesenkt und damit gleichzeitig die Durchsatzleistung erhöht
2. die Festigkeit der Pellets wird erhöht – und damit der Abrieb beim Transport verringert
3. die mikrobielle Belastung des Produkts wird verringert
4. die Verdaulichkeit wird erhöht

Die Vorteile der Pellet-Fütterung sind:
- eine geringere Staubentwicklung
- keine selektive Auswahl von Futterkomponenten durch die Tiere
- Voll mechanisierte Arbeitsketten von Transport, Einlagerung sowie computergesteuerte Einzeltierfütterung mit Transponderfütterung.

Der Speichelfluss des Pferdes nimmt durch fehlendes Kauen ab, was wiederum durch die geringe Produktion von Natriumbicarbonat zu einer Übersäuerung des Magens führen kann. Die Qualität der Grundstoffe ist bei pelletiertem Futter ohne weiteres nicht beurteilbar. Insbesondere bei niedrigpreisigen Produkten mit unzureichender Inhaltsdeklaration besteht die Gefahr, dass minderwertige Grundstoffe verarbeitet wurden.
Eine Sonderform der Pellets sind sogenannte hay cubes (Heuwürfel), die besonders in Nordamerika in den 1970er Jahren für Rinder und auch Pferde aufkamen. Bei der Herstellung wird das Heu mit speziellen Erntemaschinen (hay cuber) zerkleinert, und unter Zugabe von Wasser sowie Melasse in Würfel gepresst. Heute findet dieses Verfahren kaum noch Verwendung. Es gibt jedoch Betriebe, die Heuwürfel in großen stationären Anlagen fertigen.

## Futtermittel für Kleintiere
Futter für im und am Haus gehaltene Kleintiere wird in der Regel als Heimtierfutter oder auch Heimtiernahrung bezeichnet. Zu den Hauptgruppen zählen:
- Fischfutter
- Hundefutter
- Katzenfutter
- Nagetierfutter
- Reptilienfutter
- Vogelfutter

## Mikroorganismen als Futtermittel

### Hefen als Futtermittel und Zusatzstoffe
Tote Hefen (Hefeprotein aus Bier- oder Brauhefe in abgetöteter Form) werden ebenfalls eingesetzt und stellen, wie viele andere Futtermittel, eine Eiweißquelle dar.
Lebendhefen werden ab und zu als Futtermittel, insbesondere bei Milchkühen, eingesetzt. Hiervon erhofft man sich einen stabileren pH-Wert im Pansen (also eine nicht so starke Absenkung bei schnell fermentierbaren Futtermitteln). Die für die Tierleistung und Gesundheit relevanten Effekte gehen zurück auf milieuprägende und bakterienstimulierende Eigenschaften der noch lebenden Hefen und das verschiedene faserabbauende Bakterien durch Erhöhung ihres Stoffwechsels und ihrer Fortpflanzungsaktivitäten reagieren.
Zukünftig könnten die Auswirkungen der Futtermittelproduktion auf die Umwelt mit einer Umstellung der Fütterung auf Mikroorganismen gesenkt werden.

## Insekten als Futtermittel
Als Futtermittel für Vögel, Zierfische und Echsen werden Larven, Grillen und Käfer schon seit langem in Zoohandlungen verkauft. Aufgrund ihrer Nährwerte, insbesondere des hohen Proteingehalts, kommen verschiedene Kerbtiere zudem als Futter für Aquakulturen und die industrielle Tiermast in Betracht, die laut dem Internationalen Verband der Futtermittelindustrie (IFIF) im Jahr 2010 weltweit 720 Mio. Tonnen an Tiernahrung verbraucht hat. Seit dem 1. Juli 2017 ist in der EU die Verwendung von sieben Insektenarten als Futter in Aquakulturen zugelassen (Soldatenfliege, Stubenfliege, Mehlkäfer, Getreideschimmelkäfer (Alphitobius diaperinus), Heimchen sowie zwei weitere Grillenarten (Gryllodes sigillatus, Gryllus assimilis)). Angesichts des steigenden Fleischkonsums bei wachsender Weltbevölkerung hat die UN-Welternährungsbehörde FAO (Food and Agriculture Organization) dazu aufgerufen, vermehrt auf Insekten für die Futtermittel-Herstellung zu setzen. Durch Züchtung und Verfütterung von Larven der Soldatenfliege und der Hausfliege wie auch des Mehlkäfers könnte der extensive Anbau der Futterpflanzen Mais und Soja verringert werden. Auch die teils giftigen Rückstände der Viehmast (Gülle, Mist) lassen sich durch den Einsatz von Insekten abbauen bzw. kompostieren.

## Analyse der Futtermittel
Die Inhaltsstoffe der Futtermittel werden häufig entsprechend der Weender Futtermittelanalyse angegeben. Genaueren Aufschluss gibt aber eine Erweiterte Futtermittelanalytik. Aufgrund des höheren Aufwandes und der Kosten wird die Analyse zumeist nicht mehr nasschemisch (d. h. durch Untersuchung im Chemielabor), sondern mit der Nahinfrarotspektroskopie durchgeführt.